# Gamma Coronae Borealis
Gamma Coronae Borealis (γ CrB, γ Coronae Borealis) è la terza stella più luminosa della costellazione della Corona Boreale. Di magnitudine apparente +3,84, dista 146 anni luce dal sistema solare.

## Caratteristiche
γ Coronae Borealis è classificata a volte come subgigante blu, altre come stella bianca di sequenza principale, ed è in realtà una stella binaria, costituita da due stelle aventi rispettivamente una massa 2,77 e 1,72 volte quella del Sole, e con un periodo orbitale di 91,2 anni.
È classificata come variabile Delta Scuti, e la sua luminosità varia di 0,06 magnitudini nell'arco di appena 43 minuti.